# Distrito Escolar 60 de la Unidad Comunitaria
El Distrito Escolar 60 de la Unidad Comunitaria o la Comunidad Escolar del Distrito #60 (Waukegan Community Unit School District 60, WCUSD), o las Escuelas Públicas de Waukegan (Waukegan Public Schools), es un distrito escolar del Condado de Lake, Illinois. Tiene su sede en Waukegan.
Sirve a Waukegan, Park City, y partes de Beach Park.
A partir de 2016 Jonathan E. Brown, Ph.D. es el director del distrito.

## Escuelas

### Escuelas primarias (K-5 and 1-5)
- Carman-Buckner Elementary School
- John S. Clark Elementary School
- Clearview Elementary School
- Andrew Cooke Magnet School
- Glen Flora Elementary School
- Glenwood Elementary School
- Greenwood Elementary School
- Hyde Park Elementary School
- Little Fort Elementary School
- Lyon Magnet School
- H. R. McCall Elementary School
- North Elementary School
- Oakdale Elementary School
- Washington Elementary
- Whittier School

### Escuelas medias (6-8)
- Robert Abbott Middle School
- Jack Benny Middle School
- Thomas Jefferson Middle School
- Miguel Juarez Middle School - anteriormente East Middle School
- Daniel Webster Middle School

### Escuela preparatoria (9-12)
- Waukegan High School